# 潘文傑 (足球運動員)
潘文傑（Pan Wen-Chieh，1992年6月29日—），台灣足球運動員，司職門將，目前效力於台灣鋼鐵。

## 球員生涯
2019年10月17日，潘文傑於Instagram宣布在2019台灣企業甲級足球聯賽賽季結束後以亞洲外援的身份加盟香港超級聯賽球會和富大埔，開啟首次旅外生涯。然而，於2020年1月14日香港媒體香港01報導稱雙方已協議解約，之後於同月17日明報報導中大埔總監馮凱文則稱潘文傑加盟一事是美麗的誤會。

## 國際賽事
2016年6月，潘文傑於2019年亞足聯亞洲盃外圍賽附加賽圈獲得中華隊新任總教練今井敏明的青睞，令他睽違四年再度重返國家隊。首場於主場對戰柬埔寨隊的比賽，撲出了12碼球，使中華隊守住了2–2平手。
2018年，他以超齡球員的身分入選中華台北亞運代表隊，代表中華U23男足出賽2018年亞洲運動會男子足球比賽。潘文傑在預賽首場面對巴勒斯坦隊的比賽中擋住38次射門19次射正的攻勢，成功幫助球隊贏得中華隊52年的亞運足球唯一積分。

## 國家隊生涯統計
| 中華台北                | 中華台北 | 中華台北 | 中華台北                    |
| 年度                    | 出賽     | 進球     | 參考                        |
| ----------------------- | -------- | -------- | --------------------------- |
| 2012                    | 3        | 0        | 來源 （页面存档备份，存于） |
| 2013                    | 0        | 0        | 來源 （页面存档备份，存于） |
| 2014                    | 0        | 0        | 來源 （页面存档备份，存于） |
| 2015                    | 0        | 0        | 來源 （页面存档备份，存于） |
| 2016                    | 6        | 0        | 來源 （页面存档备份，存于） |
| 2017                    | 6        | 0        | 來源 （页面存档备份，存于） |
| 2018                    | 8        | 0        | 來源 （页面存档备份，存于） |
| 2019                    | 9        | 0        | 來源 （页面存档备份，存于） |
| 2022                    | 1        | 0        | 來源 （页面存档备份，存于） |
| 2023                    | 2        | 0        | 來源 （页面存档备份，存于） |
| 總計                    | 35       | 0        | 來源 （页面存档备份，存于） |
| 最後更新於2023年6月19日 |          |          |                             |

## 外部連結
- 潘文傑在national-football-teams.com的球員資料